# 爱华隆机场
爱华隆机场（英語：Avalon Airport），位於维多利亚州墨尔本和（又译作：吉隆市）之间，是墨爾本大都會區四個機場中第二繁忙的機場。是维多利亚州的第二个国际机场。距離吉朗東北23公里（14英里），墨爾本商業中心區55公里（34英里）。
愛華隆機場擁有一條跑道，並可供噴射式客機運作。機場现在为廉价航空公司捷星航空的主要机场，捷星的母公司－澳洲航空在愛華隆機場設有大型飛機維修設施。機場每年亦舉辦澳洲國際航空展（Australian International Airshow）。

## 历史由来

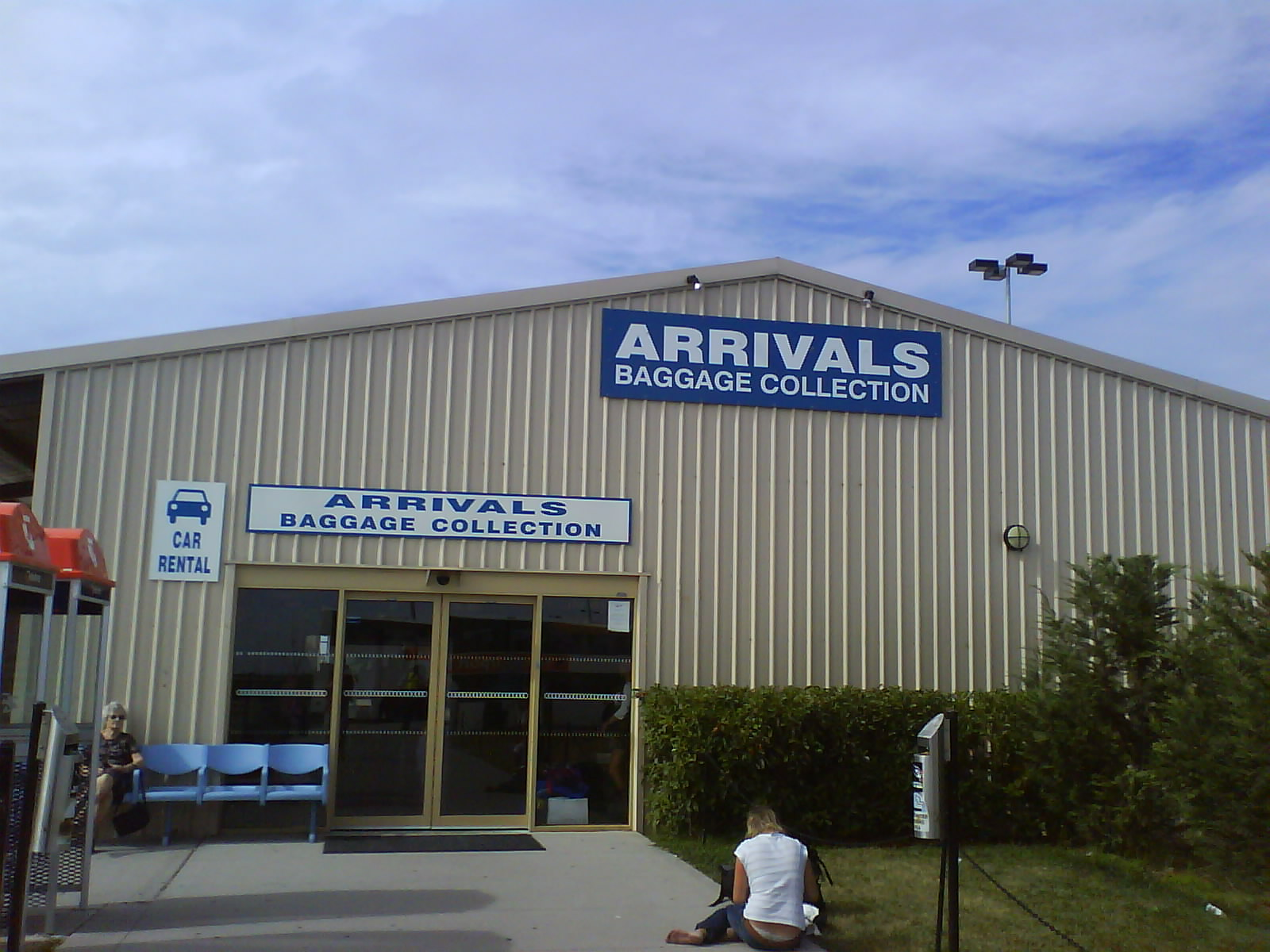
爱华隆机场到达及行李收取大厅

爱华隆机场始兴建于1953年，澳洲空军主要在此进行新飞机试飞与飞行训练工作。1959年，澳洲航空公司也在此机场建立培训中心。在此后一些年代，机场的跑道加长了，使她变成南半球拥有最长跑道的军用机场。
在上世纪八、九十年代该机场依然被留作军事用途。至1997年，澳洲政府認為無須再使用愛華隆機場，决定中止将该机场供澳大利亚空军使用，并把她租赁给林福克斯（Linfox）。
2004年，捷星航空宣布将采用爱华隆机场作为自墨尔本飞往雪梨、布里斯本、珀斯及阿德莱德的国内廉价航空班机出发场站。宣布后不久，带三个旅客登录台的新出发大厅建成并开始运营。
2018年，亞洲航空X宣布将采用爱华隆机场作为自墨尔本來往吉隆坡的國際廉价航空班机出发场站。並於12月5日开始运营。

## 电话联系
- 爱华隆机场管理局（询问处）：+61.3.52279100
- 维多利亚旅游局热线：132842

## 机场交通

### 的士（计程车）
从墨尔本市中心搭乘计程车（的士）到爱华隆机场，车资约60~70澳元。
从智朗市中心搭乘计程车（的士）到爱华隆机场，车资约30~40澳元。

### 太阳巴士（Sunbus）
| 汽车公司 | 出发点             | 终结点             | 票价      | 联系电话       | 备注'                                  |
| SkyBus   | 墨尔本南十字星站   | 爱华隆机场         | 26.5澳元  | +61.3.00759287 | 墨尔本西区无接载乘客点                 |
| SkyBus   | 爱华隆机场         | 墨尔本南十字星站   | 26.5澳元  | +61.3.00759287 | 同上                                   |
| MyBus    | 智朗市中心及各郊区 | 爱华隆机场         | 40-62澳元 | +61.3.00169287 | 往多数酒店接载乘客，但必需提前电话预约 |
| MyBus    | 爱华隆机场         | 智朗市中心及各郊区 | 40-62澳元 | +61.3.00169287 | 乘客可在多数酒店下车                   |

另外，如果需要往返墨尔本可在南十字星车站（Southern Cross Station）售票处购买双程车票，票价50澳元，从购票日起一个月之内有效。

### 租用汽车
爱华隆机场内外有以下租车公司。
| 租车公司        | 租车地点   | 联系电话       | 营业时间                                                             | 备注' |
| Avis （爱勿斯） | 全维多利亚 | 136333         | 24小时                                                               | -     |
| Avis （爱勿斯） | 墨尔本 1   | +61.3.96636366 | 7:30AM – 6:00PM（周日） 8:00AM – 5:00PM（六） 8:00AM – 5:00PM（日）  | -     |
| Avis （爱勿斯） | 墨尔本 2   | +61.3.96506200 | 8:00AM – 6:00PM（周日） 8:00AM – 1:00PM（六） 8:00AM – 12:00PM（日） | -     |
| Avis （爱勿斯） | 爱华隆机场 | +61.3.52279833 | 7:00AM – 11:00PM                                                     | -     |
| Avis （爱勿斯） | 智朗市     | +61.3.52211332 | 7:30AM – 6:00PM（周日） 8:00AM – 1:00PM（周末）                      | -     |

### 私家车
从墨尔本市西北开上M1高速道，一般二十分钟可到达。但周日请注意交通堵塞情况。
从智朗市北面开上M1高速道，一般十五分钟可到达。
机场内停车场第一天收费15澳元，以后每天收费6澳元，不需要预约。

### 火车
距离机场最近的火车站为Lara站，要估算好时间，下车后骑自行车10分钟即可到达，或搭乘计程车。

## 其他信息

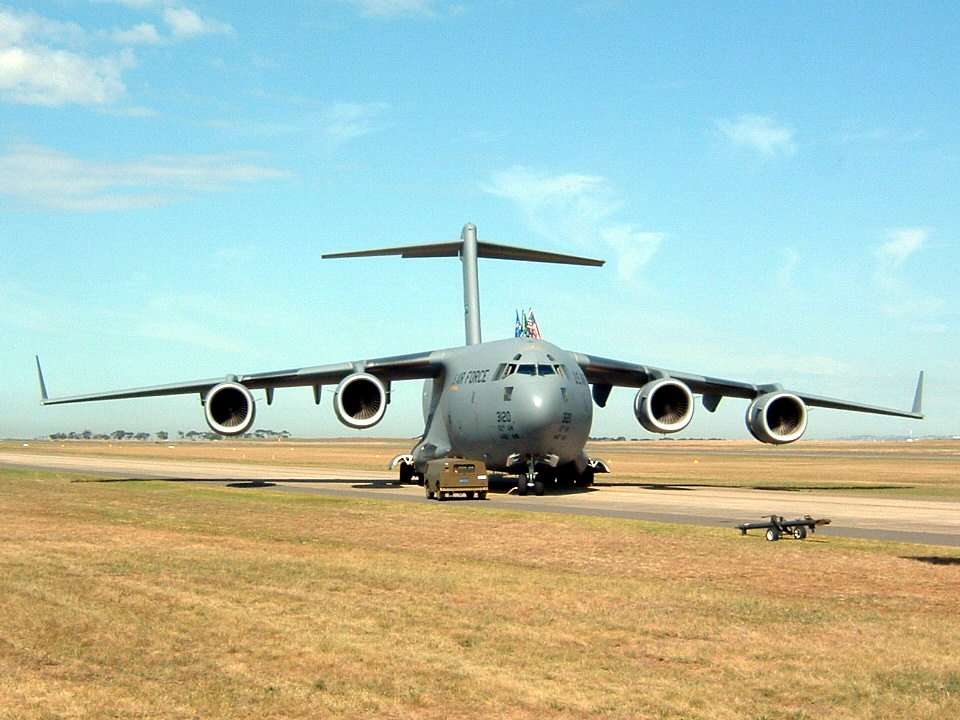
2005年3月澳洲航空展开幕式（波音C-17环球霸王III）

每两年一度的澳大利亚国际航空展览在此机场举行，请参照航空展的公式网址以确认展出时间。

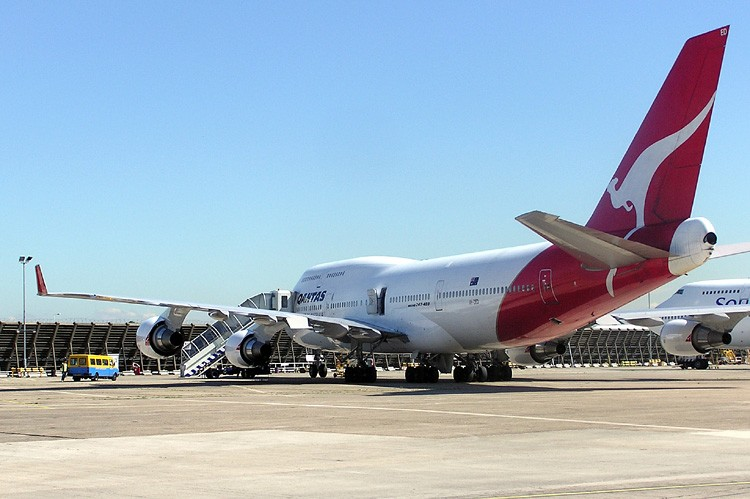
Qantas Boeing 747

## 航點
| 航空公司 | 航點                     |
| -------- | ------------------------ |
| 捷星航空 | 布里斯本、雪梨、黃金海岸 |